# Спарта (фильм, 2016)
«Спа́рта» — спортивная драма режиссёра Николая Кудряшова, вышедшая в прокат 25 августа 2016 года.

## Сюжет
В самом начале фильма главный герой Артём становится чемпионом мира, а уже на следующий день из-за драки на улице попадает в тюрьму. Выйдя на свободу через три года, Артём пытается вернуться на ринг, но постепенно понимает, что его время уже прошло. Спустя какое-то время Артём с друзьями узнает о новом виде единоборств «Спарта», где на ринге выступают командами, сменяя друг друга по мере усталости. «Спарта» становится единственной возможностью для главного героя вернуться в большой спорт и решить все свои проблемы.

## В ролях
- Денис Никифоров — Артём Коновалов
- Ян Цапник — Виктор, спортивный промоутер
- Максим Коновалов — Максим Мосин
- Владимир Епифанцев — Владимир Епифанцев, камео
- Наталия Власова — Наталья Власова (камео)
- Николай Кудряшов  — Николай Кудряшов (камео)
- Андрей Семёнов — Андрей Филатов
- Михаил Малютин
- Александр Шлеменко
- Андрей Сычев — игрок
- Сергей Воробьёв — тренер Николая Кудряшова
- Кирилл Полухин — Сергей Алексеевич Торин, старший следователь

## Критика
Не бездарный, но слабо выстроенный спортивный фильм о чемпионе по боям без правил, который становится тренером после отсидки в тюрьме.
— Кинопортал Film.ru